# 池口慶三
池口 慶三（いけぐち けいぞう、1867年5月26日（慶応3年4月23日） - 1933年（昭和8年）12月1日）は、日本の薬学者。薬学博士。正四位勲三等。日本薬局方調査会会長。日本薬剤師会顧問。東京薬学専門学校長。族籍は兵庫県平民。

## 人物
但馬国七美郡（のち兵庫県美方郡村岡町、現香美町）出身。池口吉兵衛の三男。旧村岡藩士である。1885年、家督を相続する。1890年7月、帝国大学医科大学薬学科を卒業し、薬学士の称号を得た。
警視庁技師、衛生試験所技師、内務技師、特許局技師同検査官等歴任。1907年11月、薬学博士の学位を授与された。内国製薬常務取締役兼技師長をへて1927年、東京薬専校長となった。著作に『日本薬局方通解』がある。住所は東京市芝区白金猿町、下谷区下根岸、本郷区駒込上富士前町。

## 栄典
- 1908年（明治41年）1月31日 - 正五位[11]

## 家族・親族
池口家
- 父・吉兵衛（兵庫県平民）[6]
- 妻・せき（1876年 - ?、京都、松田甚八の妹）[8]
- 男・輝雄（1893年 - ?、医学博士）[8][10]
- 男・光雄（1895年 - ?）[3]
- 長女・英子（1897年 - ?、山形県人・長濵哲三郎の妻）[8]
- 女・ヨシ（1899年 - ?）[3][8]-
- 三男・武雄（1901年 - ?）[3]
- 三女・富子（1912年[3]あるいは1909年[6][8] - ?）
- 女・壽榮子（1913年 - ?）[8]
- 四男・文雄（1916年 - ?）[3][8]
- 五男・康雄（1918年 - ?）[8]